# Chiesa di Santa Maria dei Monti (Grottammare)
La chiesa di Santa Maria dei Monti è una chiesa parte di un convento francescano, a circa 400 metri da Grottammare, in provincia di Ascoli Piceno, facente parte di una struttura nota come "Oasi di Santa Maria dei Monti", o "Oasi di Grottammare". Fu costruita agli inizi del 1600, dal frate minore Nicola da Monteprandone, e la costruzione fu autorizzata nel 1603 da Papa Clemente VIII.
Tra le opere d'arte all'interno della chiesa, un affresco di Giacomo Pacchiarotti, e un ritratto di San Francesco di Guercino da Cento.
Nella chiesa si trova la tomba della Serva di Dio Lavinia Sernardi (2 giugno 1588-15 settembre 1623). Devota di San Benedetto martire, dedicò la sua vita ad opere di misericordia e di carità praticate nel quotidiano e fu tra i fautori dell'istituzione del convento. La sua tomba divenne subito meta di pellegrinaggio per i miracoli attribuiti alla sua intercessione.